# جغرافیای تایلند

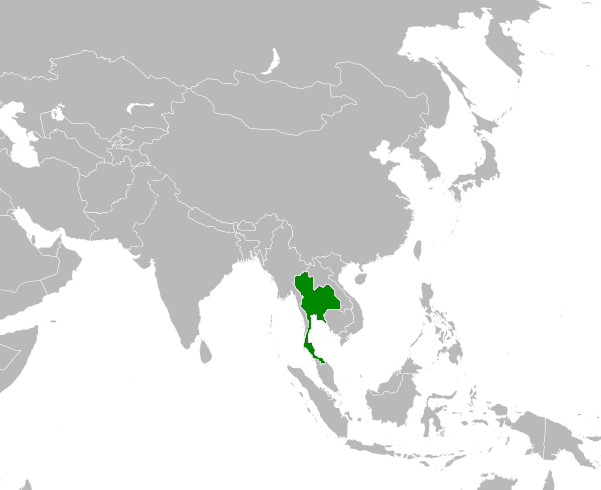
موقعیت تایلند در جنوب شرق آسیا.

تایلند در قلب جنوب شرق آسیا قرار دارد. این کشور از شرق و شمال‌شرق با کامبوج و لائوس، و از شمال‌غرب با میانمار هم‌مرز است. در غرب آن دریای آندامان و خلیج تایلند، در جنوب‌شرق میانمار واقع شده‌اند. منطقهٔ طولانی جنوبی که به مالزی متصل می‌شود، ناحیه‌ای تپه‌ای و جنگلی است. بلندترین کوه‌های کشور در شمال تایلند قرار دارند. در فاصلهٔ ماه‌های مه تا سپتامبر، تقریباً هر روز در کشور باران می‌بارد. این آب‌وهوای مرطوب و شرجی به تنوع و فراوانی حیات وحش تایلند کمک می‌کند.
گل نیلوفر آبی یکی از گل‌های رایج و محبوب در تایلند است. این گل در سطح آب می‌روید اما ریشه‌اش در گل‌ولای قرار دارد. تایلند همچنین دارای درختان و بوته‌های گلدار فراوان و نیز انواع درخت میوه است. در جنگل‌ها می‌توان گیاهان گوشت‌خوار، از جمله گیاهان کوزه‌دار را یافت که حشرات را شکار می‌کند.
جنگل‌های انبوه تایلند زیستگاه ببر، فیل، گاو وحشی، پلنگ و تاپیر مالایی هستند. تاپیر دارای پوششی با موی سیاه در نیمهٔ جلویی بدن و موی سفید در نیمهٔ عقبی است. همچنین مار کبرا و تمساح نیز در تایلند یافت می‌شوند.
تایلند با مساحت ۵۱۳٬۱۱۵ کیلومتر مربع در جنوب شرق آسیا و در مختصات ۱۵ درجهٔ شمالی و ۱۰۰ درجهٔ شرقی، در نیمکره شمالی واقع شده است. طول مرزهای زمینی آن ۴٬۸۶۴ کیلومتر و مرزهای دریایی‌اش ۳٬۲۱۹ کیلومتر است. تایلند حدود ۶۴ میلیون نفر را در خود جای داده است.

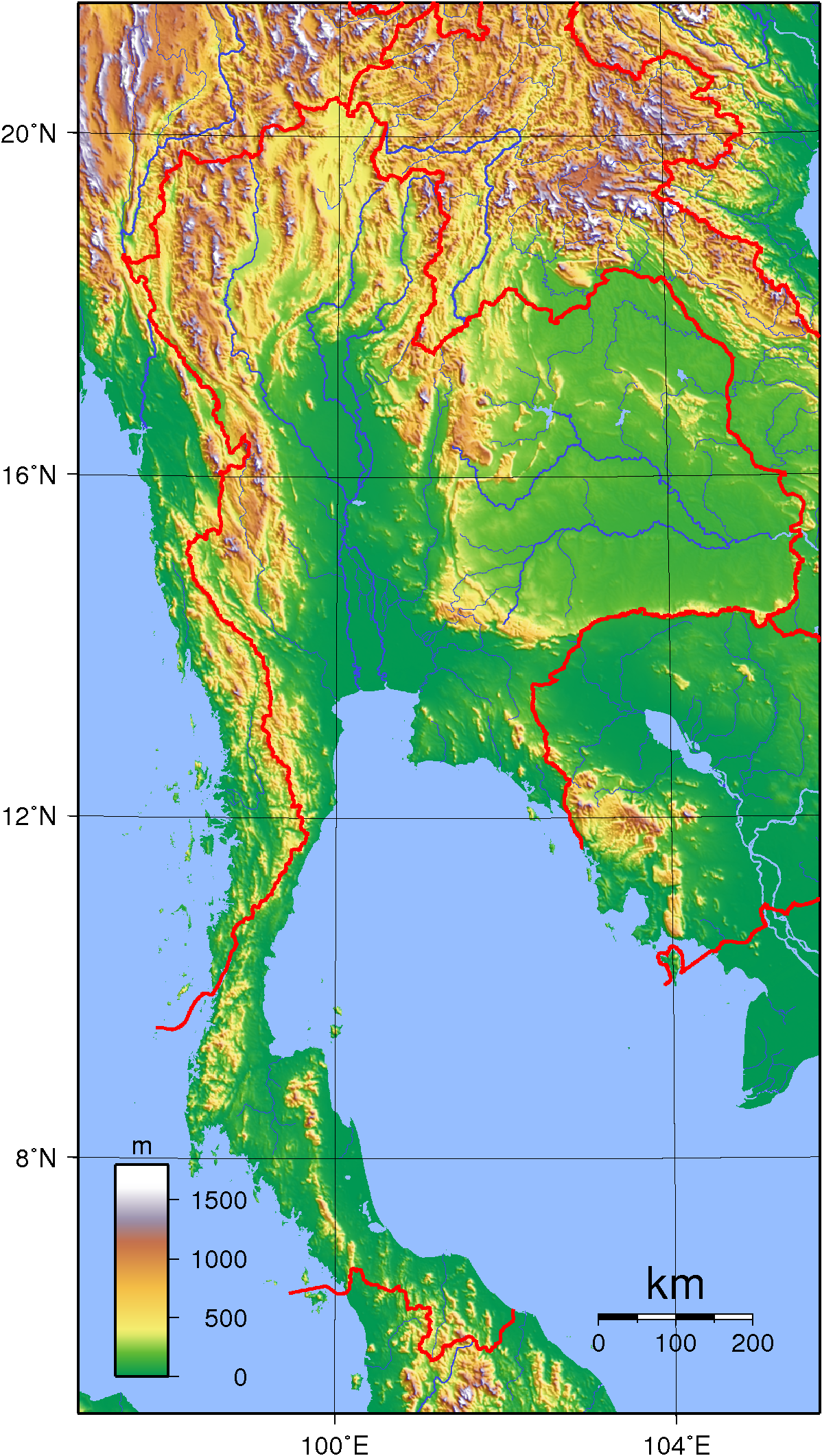
نقشهٔ ناهمواری‌های تایلند.

تایلند که از نظر وسعت با اسپانیا یا فرانسه قابل مقایسه است، از دو بخش جغرافیایی اصلی تشکیل شده است: بخش بزرگ‌تر در شمال و بخش باریک شبه‌جزیره‌ای در جنوب. بخش جنوبی آن در امتداد شرق شبه‌جزیره مالایا تا مرز مالزی در عرض جغرافیایی حدود ۶ درجه شمالی ادامه می‌یابد.

## جغرافیای طبیعی
چشم‌اندازهای تایلند شامل کوه‌های کم‌ارتفاع، دشت‌های حاصل‌خیز آبرفتی و سواحل شنی است. 
در مرکز کشور، دشت حاصل‌خیز رود چائو پرایا قرار دارد و در غرب دور، فلات کورات با تپه‌های نرم و دریاچه‌های کم‌عمق به‌سوی رود مکونگ در مرز لائوس جریان می‌یابد. شبکه‌های رود چائو پرایا و مکونگ پایه‌گذار اقتصاد کشاورزی تایلند هستند و با پشتیبانی از برنج‌کاری و حمل‌ونقل آبی، نقش حیاتی دارند. در جنوب تایلند، کشور به باریکه‌ای محدود می‌شود که از شرق به خلیج تایلند و از غرب به اقیانوس هند می‌رسد. کوه‌های بلند در مرز شمالی با میانمار آغاز می‌شوند و به‌صورت نواری تا مرز جنوبی با مالزی امتداد دارند. جنوب کشور نیز پوشیده از باتلاق‌های حرّا و سواحل گسترده است و جزایری مانند پوکت در آب‌های آن پراکنده‌اند.
دشت حاصل‌خیز سیلابی و اقلیم گرمسیری موسمی، که برای کشت برنج آب‌دوست (تام نا) بسیار مناسب است، باعث شد مهاجران این ناحیهٔ مرکزی را به مناطق حاشیه‌ای کوهستانی و فلات کورات در شمال‌شرق ترجیح دهند.
تا قرن یازدهم میلادی، شماری از دولت‌های برنج‌کار و بازرگانی که به‌طور سست با یکدیگر پیوند داشتند، در ناحیهٔ بالادست درهٔ چائو فرایا شکوفا شدند. آن‌ها خود را از سلطهٔ امپراتوری خمر رها کردند، اما از میانهٔ قرن چهاردهم میلادی به‌تدریج تحت کنترل پادشاهی آیوتایا در بخش جنوبی دشت سیلابی درآمدند.
پایتخت‌های پیاپی که در نقاط گوناگون این رود ساخته شدند، به کانون‌هایی برای شکل‌گیری پادشاهی‌های بزرگ تایلندی بر پایهٔ کشت برنج و بازرگانی خارجی بدل شدند. برخلاف خمرها و برمه‌ای‌های همسایه، تایلندی‌ها همچنان نگاه خود را فراتر از خلیج تایلند و دریای آندامان به سوی بندرهای بازرگانی خارجی دوخته بودند.
زمانی‌که استعمار اروپایی در جنوب شرقی آسیا در اواخر قرن نوزدهم مرحلهٔ تازه‌ای از بازرگانی منطقه را آغاز کرد، تایلند (که در آن زمان «سیام» نامیده می‌شد) توانست استقلال خود را به‌عنوان منطقهٔ حائل میان برمهٔ تحت کنترل بریتانیا در غرب و هندوچین تحت سلطهٔ فرانسه در شرق حفظ کند، اما در این فرایند بیش از نیمی از سرزمین خود را از دست داد. بیشتر مناطق از‌دست‌رفته جمعیتی غیرتایلندی (خمر، لائو یا شان) داشتند. با این حال، منطقهٔ مرکزی تایلندی‌زبان همچنان دست‌نخورده باقی ماند.

## ناحیه‌های جغرافیایی
کشور به‌طور کلی به پنج ناحیه طبیعی تقسیم می‌شود: کوه‌های چین‌خورده در شمال و غرب، فلات کورات در شمال‌شرق، حوضه رود چائو پرایا در مرکز، ناحیه ساحلی جنوب‌شرق، و بخش شبه‌جزیره‌ای باریک در جنوب‌غرب.
کوه‌های شمالی، ادامهٔ جنوب‌شرقی روند کوه‌زایی هیمالیا هستند و تا مرز مالزی امتداد می‌یابند. کوه اینتانون با ارتفاع ۲٬۵۸۵ متر، بلندترین نقطهٔ کشور است و در شمال‌غرب تایلند، نزدیک چیانگ‌مای قرار دارد. در این منطقه همچنین غارهایی با بقایای انسان‌های پیشاتاریخی یافت شده است.
فلات کورات در شمال‌شرق، منطقه‌ای پهناور و مرتفع است که در نتیجهٔ حرکات گسلی ناهموار شده و در دو سوی غربی و جنوبی آن رشته‌کوه‌هایی شکل گرفته‌اند، از جمله رشته‌کوه‌های پتچابون و دانگرک (در زبان تایلندی: دونگ راک). ارتفاع این فلات از حدود ۲۰۰ متر در شمال‌غرب تا ۹۰ متر در جنوب‌شرق کاهش می‌یابد و شیب عمومی زمین به‌سمت جنوب‌شرق است.

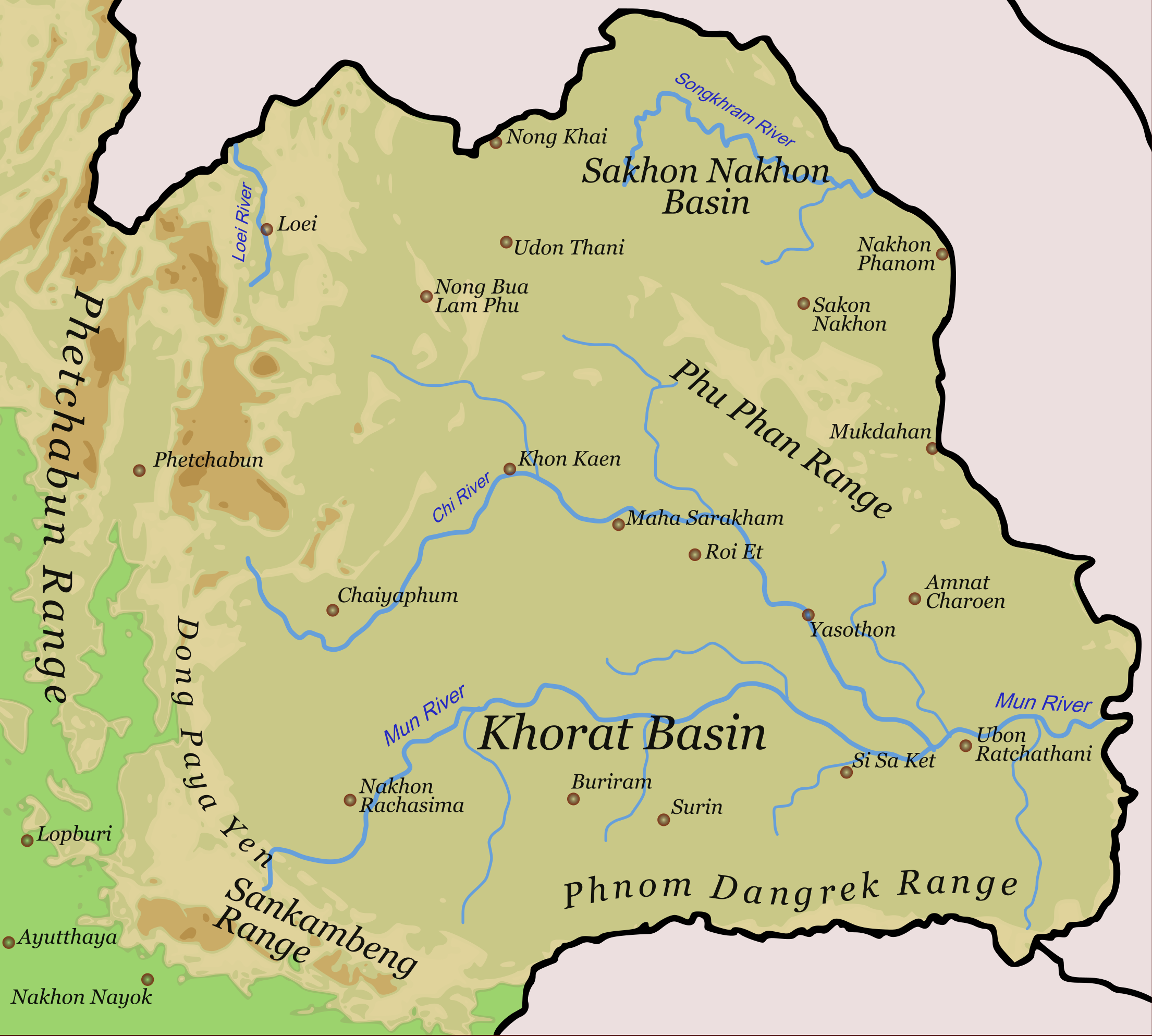
فلات کورات

میان فلات کورات و کوه‌های شمال و غرب، حوضه رود چائو پرایا قرار دارد که قلب فرهنگی و اقتصادی کشور محسوب می‌شود. این منطقه شامل دشت‌های پست و حاصل‌خیزی است که از رسوبات رودخانه‌ای پدید آمده‌اند.
جنوب‌شرق تایلند ناحیه‌ای تپه‌ای است که دارای ارتفاعاتی مانند کوه خیائو و کوه سوی دائو است که تا مرز کامبوج امتداد یافته‌اند. سواحل این ناحیه به‌شدت بریده‌بریده هستند و دربرگیرندهٔ جزایر و شهرهای گردشگری مشهوری چون چون‌بوری و رایونگ می‌باشند.
در جنوب‌غرب، تایلند به‌شکل یک شبه‌جزیره باریک با رشته‌کوه‌های مرکزی و سواحل شنی دیده می‌شود. جزایر بزرگی چون پوکت، سامویی و فی‌فی در سواحل غربی واقع شده‌اند و به مقاصد گردشگری محبوبی تبدیل شده‌اند.

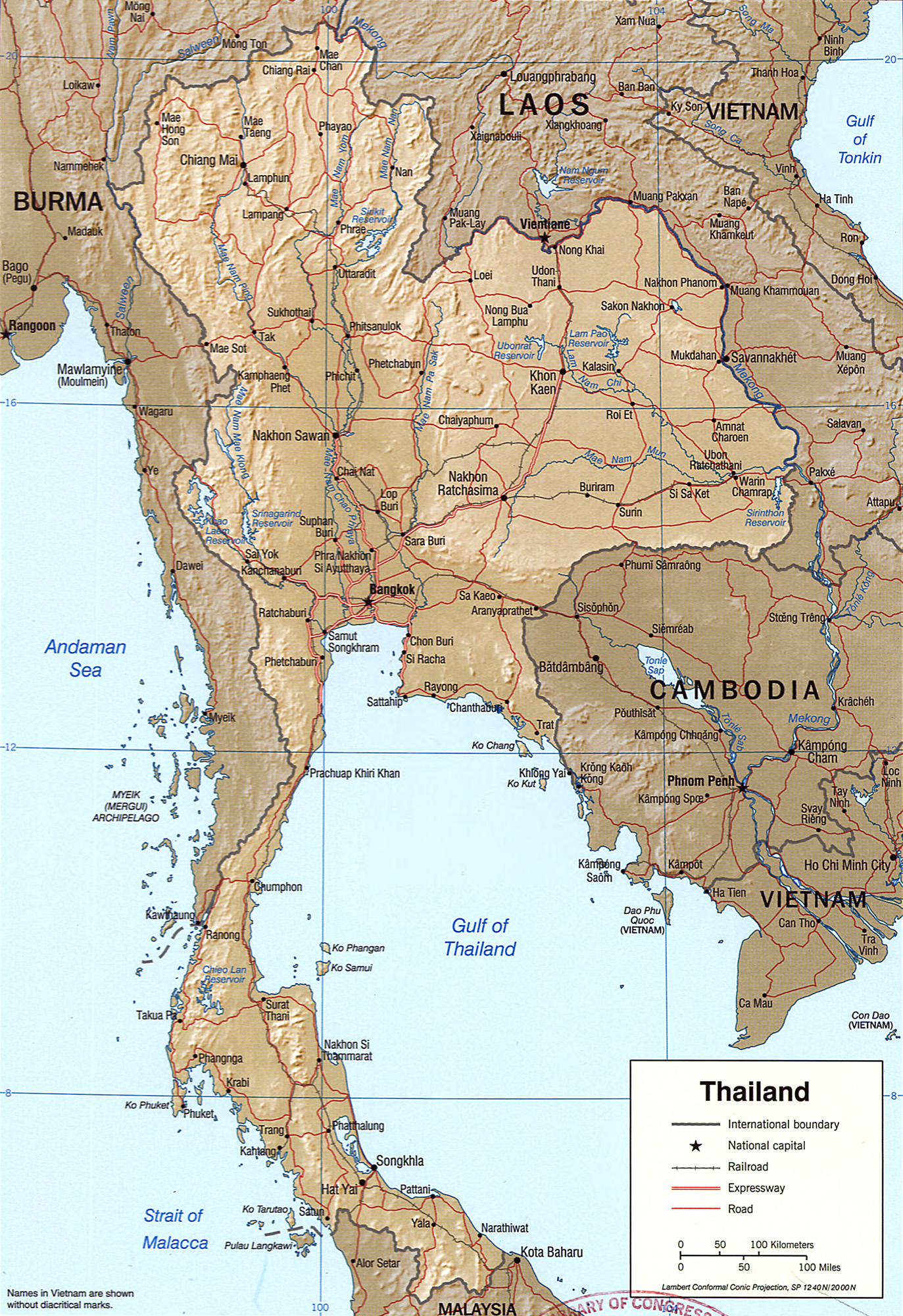

## کرانه‌ها
تایلند دارای سه ناحیه ساحلی اصلی است: ساحل جنوب‌شرقی، ساحل خلیج تایلند و ساحل دریای آندامان. این کشور به‌دلیل ساحل‌ها و جزیره‌های زیبا، مقصدی محبوب برای گردشگران به‌شمار می‌آید.
در ساحل جنوب‌شرقی، جاذبه‌هایی مانند ساحل بانگ سن، پاتایا، جزیره لارن، جزیره خام، جزیره سامت، ساحل مائه رومپوئنگ، ساحل لائم مائه پیم، جزیره چانگ و جزیره ماک قرار دارند.
در ناحیه خلیج تایلند، از مناطق محبوب می‌توان به کو سامویی، جزیره تائو، ساحل تونگ ووا لئن، ساحل نای فلات، ساحل تونگ چینگ، ساحل سامیلا و ساحل ماهارات اشاره کرد.
در ساحل دریای آندامان نیز جاذبه‌هایی همچون جزیره پایام، پوکت، جزیره فی‌فی، جزیره لیپه، ساحل چائومای، جزیره نغای، جزیره موک و جزیره کرادان واقع شده‌اند.

## پارک‌های ملی
بخش‌های وسیعی از جنگل‌های تایلند سرچشمه رودها، کانال‌ها و آبشارها هستند. بسیاری از آبشارها دارای چندین طبقه یا ارتفاع و عرض چشمگیرند که گردشگران می‌توانند در آن‌ها شنا کنند.
از مهم‌ترین پارک‌های ملی تایلند می‌توان به موارد زیر اشاره کرد:
- پارک ملی خلیج فانگ نگا، استان فانگ نگا
- پارک ملی دوی اینتانون، استان چیانگ‌مای
- پارک ملی خائو سوک، استان سورات‌تانی
- پارک ملی اراوان، استان کانچانابوری
- پارک ملی دریایی مو کو آنگ تونگ و سامویی، استان سورات‌تانی
- پارک ملی خائو سام روی یوت، استان پراچواپ خیری خان
- پارک ملی جزایر سیمیلان، استان فانگ نگا
- پارک ملی دوی سوتپ–پوی، استان چیانگ‌مای
- پارک ملی خائو یای، استان ناخون راتچاسیما
- پارک ملی سای یوک، استان کانچانابوری

## آب و هوا
چون تایلند به دریا نزدیک است بیشتر مواقع دارای یک آب هوای معتدل می‌باشد کشور تایلند در موقعیت استراتژیکی جنوب شرقی آسیا قرار داشته و بسیار حاصلخیز می‌باشد. شمال کشور کوهستانی و دارای جنگلهای بسیاری است و نواحی مرکزی آن پوشیده از شالیزارهای سرسبز برنج است. قسمت غرب و شرق سرزمین دارای باغهای میوه، درختان کائوچو، جنگلهای همیشه سبز و ساحل شنی سفید است. علاوه بر آن دارای جزایر بسیاری است که هر کدام، گویی تصویری از بهشت را برای گردشگران به نمایش می‌گذارد.
اما بهترین فصل تایلند از نظر کم بودن گرما و باران در تایلند، بین ماه‌های نوامبر تا فوریه و در فصل سرماست. دمای هوا تایلند در این فصل روزها ۲۸ درجه سانتیگراد و شب‌ها ۱۲ درجه سانتیگراد است و هوا کم‌ترین رطوبت را دارد. پس از آن فصل گرما آغاز می‌شود که آوریل گرمترین ماه آن است و جشن آب در تایلند نیز به همین دلیل در نیمه این ماه برگزار می‌شود.
فصل گرم و خشک در تایلند
- • از فوریه (دومین ماه سال ۱۳ بهمن تا ۱۱ اسفند) تا می(۱۲ اردیبهشت تا ۱۱ خرداد)، میانگین دمای ۳۴ درجه، رطوبت ۷۵ درصد

فصل بارانی و آفتابی در تایلند
- از ژوئن(۱۲ خرداد تا۱۰تیر) تا اکتبر (۱۰ مهر تا ۱۰ آبان)، میانگین دمای ۲۹ درجه، رطوبت ۸۷ درصد

فصل سرد در تایلند
- از نوامبر (۱۱ آبان تا ۱۰ آذر) تا فوریه دومین ماه سال ۱۳ بهمن تا ۱۱ اسفند)، میانگین دما تا زیر ۲۰درجه، کاهش رطوبت

فصل بارانی و آفتابی در تایلند
- در بانکوک معمولاً باران زیادی در ماه‌های اوت (۱۱ مرداد تا ۱۰ شهریور) و سپتامبر (۱۱ شهریور تا ۹ مهر) می‌بارد و در اکتبر (۱۰ مهر تا ۱۰ آبان) به بیشترین حد خود رسیده و سیلاب‌هایی نیز در شهر جاری می‌شوند.
- آب و هوا: آب و هوای گرمسیری با سه فصل متمایز گرم و خشک، بارانی و خنک

فصل گرم و خشک از ماه مارس تا ماه مه ادامه دارد در این فصل متوسط درجه حرارت ۳۴ درجه سلسیوس است و رطوبت هوا ۷۵٪ ست.
فصل بارانی از ماه ژوئن تا ماه اکتبر ادامه دارد و متوسط درجه حرارت به ۲۹ درجه سلسیوس و میزان رطوبت به ۸۷٪ افزایش می‌یابد.
فصل خنک از ماه نوامبر تا فوریه است. در این فصل درجه حرارت بین ۲۰ تا ۳۲ درجه سلسیوس در نوسان است.
- منابع طبیعی: کائوچو، قلع، تنگستن، الوار چوبی، سرب، سنگ گچ، زغال سنگ، فلوراید، زمینهای کشاورزی

## تقسیمات کشوری
| شمال (سبز) 1. چیانگ مای 2. چیانگ رای 3. لامپانگ 4. لامفون 5. مای هونگ سون 6. نان 7. فایاو 8. فرای 9. اوتارادیت | جنوب 1. چومفون 2. کرابی 3. ناخون سی ثاممارات 4. ناراثیوات 5. پاتانی 6. فانگ نگا 7. فاتالونگ 8. پوکت 9. رانونگ 10. ساتون 11. سونگخلا 12. سورات ثانی 13. ترانگ | مرکز (زرد) 1. آنگ ثونگ 2. آیوتثایا 3. بانکوک 4. چای نات 5. کامفائنگ فت 6. لوپبوری 7. ناخون نایوک 8. ناخون پاتوم 9. نونتابوری 10. فرا ناخون سی آیوتایا 11. پراتچواب خیری خان 12. ساموت پراکان 13. ساموت ساخون 14. ساموت سونقخرام 15. سارابوری 16. سینگ بوری 17. سوپان بوری 18. یوتای ثانی |

| منطقه شمال‌شرق 1. أمنات چاروین 2. بوری رام 3. چایافوم 4. کالاسین 5. خون کاین 6. لویی 7. ماها ساراخام 8. موکداهان 9. ناخون فانوم 10. ناخون راتچاسیما 11. نونگ بوآ لامفو 12. نونگ خای 13. روی ات 14. ساکون ناخون 15. سی سا کت 16. سورن 17. وبون راتچاثانی 18. ودون ثانی 19. یاسوثون | شرق 1. چاچوئنگسائو 2. چانتابوری 3. چونبوری 4. پراچینبوری 5. رایونگ 6. سا کائو 7. ترات | غرب 1. کانچانابوری 2. راتچابوری 3. تاک |